# 99. gardna strelska divizija (ZSSR)
Za druge 99. divizije glejte 99. divizija.
99. gardna strelska divizija je bila gardna strelska divizija v sestavi Rdeče armade med drugo svetovno vojno.

## Zgodovina
Divizija je bila ustanovljena januarja 1944 v Moskovskem vojaškem okrožju.
Med drugo svetovno vojno je sodelovala v bitki za Budimpešto in za Prago.

## Organizacija
- štab
- 297. gardni strelski polk
- 300. gardni strelski polk
- 303. gardni strelski polk
- 241. gardni artilerijski polk